# 결절성 홍반
결절성 홍반(結節性紅斑, Erythema nodosum, EN)은 지방층염으로 인하여 발생하는 염증 질환의 하나로, 닿으면 따가운 홍반이나 혹이 발생하며 정강이에서 흔히 볼 수 있다. 다양한 질병에 의해 발병할 수 있으며, 일반적으로 30일 안에 자연스럽게 치유된다. 12~20세 사이의 젊은 사람들에게 흔히 나타난다.

## 증상
결절성 홍반의 첫 증상은 독감과 같은 증상이다. 발열, 허약함, 관절통을 수반할 수 있다.

## 병인
결절성 홍반은 여러 질병과 관련되어 있으며, 다음을 포함한다.
특발성
질환 중 약 30~50%의 경우 결절성 홍반의 병인은 알려져 있지 않다.
감염
- 연쇄상구균 감염 - 어린이의 경우 가장 흔한 촉매 요인이다.[5]:488
- 결핵의 1차 감염
- 폐렴 미코플라스마
- 히스토플라스마 캡슐라툼
- 예르시니아
- 엡스타인-바 바이러스
- 콕시디오이데스 이미티스
- 묘소병

자가면역질환 - 다음을 포함한다.
- 염증성 장 질환 (IBD)
- 베체트병
- 유육종증

임신
약물 치료 - 다음을 포함한다.
- 술폰아미드
- 페니실린
- 경구 피임약
- 브롬화물
- B형 간염 백신[8]

암 - 다음을 포함한다.
- 비호지킨림프종 (NHL)
- 유암종 종양
- 췌장암

## 치료
결절성 홍반은 일반적으로 3~6주 안에 스스로 치유되는 것이 일반적이다.
병인이 알려져 있지 않은 가운데 병변이 지속적인 경우 아이오딘화 칼륨을 사용할 수 있다. 치유가 어려운 경우 코르티코스테로이드와 콜히친을 사용할 수 있다.